# Cerocephalinae
La sottofamiglia dei Cerocephalinae Gahan, 1946, è un raggruppamento di insetti della famiglia degli Pteromalidi (Hymenoptera Chalcidoidea) comprendente circa 40 specie parassitoidi.

## Morfologia
I Cerocefalini hanno un corpo generalmente con colori non metallici su tonalità gialle o brune, liscio o, comunque privo di sculture puntiformi. Il capo, di forma globosa, ha antenne composte da 8-10 articoli prive di anelli, inserite molto in basso in prossimità della bocca. Una caratteristica morfologica molto frequente è la presenza di un processo dentiforme che sporge fra l'inserzione delle antenne.
Il torace ha notauli completi e le ali sono spesso munite di ciuffi di robuste setole. L'addome è sessile.

## Biologia
I Cerocefalini sono parassitoidi di Coleotteri appartenenti a diverse famiglie. Talvolta sono importanti agenti naturali di controllo di Coleotteri xilofagi, in particolare di Anobidi e Scolitidi. L'iperparassitismo è stato riscontrato nella specie Cerocephala rufa, ai danni di un Braconide su coleotteri xilofagi come ospiti primari.
La specie Choetospila elegans (syn. Theocolax elegans) è un insetto cosmopolita e polifago associato comunissimi Coleotteri infestanti delle derrate alimentari (Anobiidi, Bostrichidi, Curculionidi, Bruchidi, Drioftoridi, ecc.).

## Sistematica
La sottofamiglia si suddivide in 13 generi comprendenti circa 40 specie:
- Acerocephala
- Cerocephala
- Choetospila
- Choetospilisca
- Gahanisca
- Gnathophorisca
- Laesthiola
- Muesebeckisia
- Neocalosoter
- Neosciatheras
- Paracerocephala
- Paralaesthia
- Sciatherellus